# Plaza Colón (Luján)
La Plaza Colón es un área recreativa en el microcentro de la ciudad de Luján (Buenos Aires), Argentina

## Introducción
Lo que antes solía ser un campo de pastoreo, también tuvo sus promesas de sangre; en 1835 acamparon tropas del general Izquierdo; años después quiso construirse allí la Basílica, y luego el Banco Nación, pero el destino hizo de aquel baldío una cita obligada con la belleza. Según comentarios de diarios (El Mundo y La Nación) y viajeros llegó a ser de las mejores plazas del continente. Uno de esos testimonios la describió de tal forma: “Caminar por sus senderos es hacerlo por el interior de un cuadro”

## Síntesis histórica
1821: el terreno era correspondiente al “Campo de Pastoreo” del ex Cabildo de Luján.
1854: el terreno toma el nombre de “campo de pastoreo” de la Corporación Municipal.
1887: Octavio Chávez, intendente municipal, coloca faroles a querosene y en el centro construye una rotonda de material, en la cual se coloca un molino de viento y motor. Jueves y domingos se presentaba la banda musical municipal
1910: actos conmemorativos del centenario de emancipación de la corona española.
1911: se coloca la piedra fundamental de un monumento que sería dedicado al descubridor de América, pero luego el proyecto quedó en el olvido
1926: colocación de los primeros bancos de piedra, alrededor de los cipreses que fueron plantados por Carmelo Yáñez y que se conservaron hasta la actualidad.
1929: plantación de nuevos árboles, flores, construcción de arcos de hierro, canteros y pérgolas. El intendente de la época, don Federico Fernández de Mojardón estuvo muy involucrado en este asunto
1930: el comisionado municipal de turno incorpora bancos de mayólicas españoles.
1949: designación de don Ricardo Brero como director de parques y paseos (honoríficamente). Los turistas valoraban la conservación y el gusto de “su cuidador” por el mantenimiento entre la belleza y el diseño de sus componentes. Escritos de la capital la señalan como la mejor del país. En 1991, se coloca una placa en su honor, entre la diagonal de Moreno y Mitre.
1984: la ampliamente distinguida poetiza y escritora Dulce Margarita Pereyra de De Gregorio, presenta proyectos para la atención de las especies arbóreas, embellecer la plaza y señalamiento de las especies arbóreas.
1991: se firma un convenio entre los “Amigos de la Plaza Colón” y “Amigos del Árbol” para la conservación y embellecimiento de la misma. A la diagonal que une la esquina Mitre y Moreno con San Martín y Colón se la designa con el nombre de Ricardo A. Brero.
2013: se funda la sub comisión "Amigos de la Plaza Colón", nucleada en la Asociación de Comerciantes, Industriales y Productores de Luján (ACIP), integrada por vecinos interesados en generar diversos proyectos que conlleven a la recuperación de la plaza.
2015: el 2 de diciembre se inaugura la "Fuente de los Deseos", la cual se ubica en el centro de la plaza, convirtiéndose en uno de los  mayores atractivos. Retirada de la Plaza Belgrano y luego restaurada, fue instalada en el cantero central, por la empresa Aguas Cristalinas, bajo el régimen de padrinazgo. Actualmente, dicha empresa es quien le hace los trabajos de mantención. 
2016: el 20 de junio es instalado por primera vez en la Plaza Colón un mástil, el cual fue donado por la Cooperativa Eléctrica.